# Darker Than Darkness: Style 93
A Darker Than Darkness: Style 93 a Buck-Tick japán rockegyüttes hetedik nagylemeze, mely 1993-ban jelent meg. Második volt az Oricon albumlistáján, 1993 júliusára aranylemez lett, abban az évben összesen 213 260 darabot adtak el belőle. 2005-ben a Dress című dal remix változatát felhasználta a Trinity Blood című anime. A Band Jarouze (BAND やろうぜ) magazin 2004-ben az 1989−1998-as időszak egyik legjobb albumának választotta. A lemezt 2002-ben digitálisan újramaszterelték, majd 2007-ben ismét újramaszterelték. 

## Dallista
Az összes dalszöveg szerzője Szakurai Acusi, kivéve, ahol külön jelölve van; az összes szám szerzője Imai Hiszasi, kivéve, ahol külön jelölve van.
| 1.    | Kirameki no naka de... (キラメキの中で...)                       |              |                 | 4:41 |
| 2.    | Deep Slow                                                        |              |                 | 4:32 |
| 3.    | Júvaku (誘惑)                                                    |              | Hosino Hidehiko | 5:58 |
| 4.    | Ao no szekai (青の世界)                                          |              |                 | 4:57 |
| 5.    | Kamikaze (神風)                                                  | Imai Hiszasi |                 | 4:45 |
| 6.    | Zero                                                             |              |                 | 4:05 |
| 7.    | Dress (ドレス)                                                   |              | Hosino Hidehiko | 6:22 |
| 8.    | Lion                                                             |              |                 | 4:31 |
| 9.    | Madman Blues -Minasigo no júucu- (Madman Blues -ミナシ児ノ憂鬱-) | Imai Hiszasi |                 | 5:12 |
| 10.   | Die                                                              |              |                 | 4:34 |
| 93.   | D.T.D (rejtett szám)                                             |              |                 | 6:42 |
| 61:56 |                                                                  |              |                 |      |

| 11. | D.T.D                | 6:42 |
| 12. | Dress (Aux Send Mix) | 7:41 |
| 13. | Die (élő felvétel)   | 5:25 |